# 直距翠雀花
直距翠雀花（学名：Delphinium orthocentrum）为毛茛科翠雀属的植物，为中国的特有植物。分布于中国大陆的四川等地，生长于海拔3,400米的地区，目前尚未由人工引种栽培。